# يوري غونزاليس
يوري غونزاليس (بالإنجليزية: Euri Gonzalez) مواليد 13 أغسطس 1978 في سانتو دومينغو، هو ملاكم محترف دومينيكي يصنف ضمن فئة الوزن المتوسط.

## إحصائيات
خاض خلال مسيرته 27 نزالا، فاز في 23 وتعادل في 1 وخسر في 3. فاز بالضربة القاضية في 16 نزالا.

## روابط خارجية
- يوري غونزاليس على موقع بوكس ريك (الإنجليزية) (registration required)